# امانوئل دژورژس
امانوئل دژورژس (انگلیسی: Emmanuel Desgeorges؛ زادهٔ ۱۵ مهٔ ۱۹۷۰) بازیکن فوتبال اهل فرانسه است.
از باشگاه‌هایی که در آن بازی کرده‌است می‌توان به باشگاه ورزشی آمیان و باشگاه فوتبال تولوز اشاره کرد.